# Vitor Belfort
Vítor Vieira Belfort (ur. 1 kwietnia 1977 w Rio de Janeiro) – brazylijski zawodnik mieszanych sztuk walki (MMA), mistrz UFC(1997) waga ciężka,(2004) waga półciężka oraz Cage Rage (2007) w wadze półciężkiej (do 93 kg).

## Kariera MMA

### UFC
W zawodowym MMA zadebiutował w 1996 roku. W lutym 1997, wygrał turniej UFC 12 wagi ciężkiej. 17 października tego samego roku, zmierzył się z utytułowanym zapaśnikiem Randym Couture, w eliminatorze do walki o pas mistrzowski wagi ciężkiej, lecz przegrał to starcie przez techniczny nokaut w 8 minucie starcia. Rok później, na UFC w Brazylii, znokautował rodaka Wanderleia Silvę, zadając mu w biegu całą serię ciosów, po której Silva osunął się po siatce na ziemię. Po nowym roku związał się z czołową japońską organizacją PRIDE Fighting Championships.

### PRIDE FC
29 kwietnia 1999, na PRIDE 5, przegrał w swoim debiucie, ze wschodzącą gwiazdą japońskiego MMA Kazushim Sakurabą. Przez następne dwa lata stoczył dla PRIDE cztery zwycięskie pojedynki m.in. nad Gilbertem Yvelem, Bobbym Southworthem czy Heathem Herringiem, po czym ponownie wrócił do UFC.

### Powrót do UFC i zdobycie mistrzostwa
W czerwcu 2002, na UFC 37.5, przegrał na punkty Chuckiem Liddellem. Po znokautowaniu Marvina Eastmana w czerwcu 2003 otrzymał szansę walki o mistrzowski pas. 31 stycznia 2004 roku zdobył mistrzostwo UFC w wadze półciężkiej, pokonując w rewanżu przez TKO dotychczasowego mistrza Randy'ego Couture'a. Pas stracił niecałe osiem miesięcy później, gdy podczas UFC 49 przegrał z Couturem w ich trzecim starciu przez TKO. Po przegranej w 2005 z Tito Ortizem, opuścił UFC.

### Lata 2005-2008
Po rozwiązaniu kontraktu z UFC, natychmiastowo związał się ponownie z PRIDE, lecz już w pierwszej walce od powrotu do Japonii przegrał z Holendrem Alistairem Overeemem przez poddanie (duszenie gilotynowe). W latach 2005–2007, walczył na przemian w Wielkiej Brytanii (Cage Rage), Japonii (PRIDE) oraz w Stanach (Strikeforce) lecz ważniejsze pojedynki przegrywał m.in. rewanż z Overeemem czy z Danem Hendersonem. We wrześniu 2007, został mistrzem Cage Rage w wadze półciężkiej, pokonując Jamesa Zikicia jednogłośnie na punkty.
W lipcu 2008 roku na gali Affliction: Banned pokonał przez KO Terry'ego Martina. Pół roku później walczył dla tej samej organizacji na gali Affliction: Day of Reckoning z Mattem Lindlandem, którego znokautował już w 37. sekundzie 1. rundy. Po rozwiązaniu Affliction ponownie powrócił do UFC, gdzie w sierpniu 2009 roku zmierzył się z byłym mistrzem tej organizacji w wadze średniej, Richem Franklinem. Pokonał go w 3. minucie 1. rundy przez KO. Walka była w limicie 195 funtów.

### Kolejny powrót do UFC
Dzięki wygranym nad Martinem, Lindlandem i Franklinem otrzymał szansę walki o pas z mistrzem UFC w wadze średniej, Andersonem Silvą. Była ona początkowo planowana na UFC 108, później przełożona na UFC 112 i po raz kolejny odwołana ponieważ Belfort doznał podczas treningu kontuzji barku, która wymagała operacji. Ostatecznie termin pojedynku został ustalony na 5 lutego 2011 (UFC 126). Belfort przegrał przez nokaut w pierwszej rundzie. 6 sierpnia 2011 roku znokautował Japończyka Yoshihiro Akiyamę ciosami w parterze na gali UFC 133. Kolejne zwycięstwo zanotował w rodzimej Brazylii, gdy na gali UFC 142 pokonał Amerykanina Anthony'ego Johnsona przez poddanie (duszenie zza pleców). Następna jego walka planowana była na 29 czerwca 2012 roku w Brazylii przeciw byłemu mistrzowi PRIDE, Wanderleiowi Silvie. Miał to być ich drugi pojedynek - pierwszy odbył się w 1998 roku na UFC 17. Zwyciężył wtedy Belfort nokautując Silvę w 44 sekundy. Ostatecznie do walki jednak nie doszło z powodu złamania ręki na treningu przez Belforta.
Na początku września miała się odbyć gala UFC 151 ale została odwołana z powodu kontuzji Dana Hendersona na kilka dni przed jej rozpoczęciem oraz nieprzyjęcie przez Jon Jonesa oferty Chaela Sonnena jako zastępstwo za kontuzjowanego Hendersona. Pojedynek mistrzowski został przeniesiony na UFC 152, a Jones przyjął ofertę walki którą zaproponował mu Belfort. Ostatecznie Brazylijczyk przegrał przez poddanie (klucz na rękę - americana) w 4. rundzie, chociaż już w 1. rundzie miał szanse na poddanie Jonesa gdy założył mu dźwignię prostą na staw łokciowy.
Po przegranej walce o tytuł postanowił wrócić do kategorii niżej czyli do -84 kg. Pierwszym rywalem w wadze średniej został Brytyjczyk Michael Bisping dla którego zwycięstwo nad Belfortem byłoby przepustką do walki o tytuł z Andersonem Silvą. Walkę zaplanowano na styczeń 2013 roku w Brazylii, ale wcześniej panowie spotkali się na konferencji prasowej na której doszło do przepychanek i słownych utarczek w której Belfort nazwał Brytyjczyka m.in. "chuliganem" chociaż paradoksalnie to Belfort był prowokatorem tego zamieszania. Do walki doszło 19 stycznia na gali UFC on FX. Całą pierwszą rundę zawodnicy walczyli asekuracyjnie, Belfort zadawał kopnięcia na korpus, a Bisping skoncentrował się na biciu pojedynczych ciosów, dopiero pod koniec rundy walka nabrała dynamiki gdy Belfort trafił kilkukrotnie mocnymi ciosami Brytyjczyka. Druga runda zaczęła się dość spokojnie, Belfort kontynuował taktykę z 1. rundy czyli kopnięcia na korpus. Po tych kilku kopnięciach Brytyjczyk zaczął obniżać ręce by chronić korpus, co Brazylijczyk fenomenalnie wykorzystał zadając wysokie kopnięcie w głowę które powaliło na ziemię oszołomionego Brytyjczyka który przyjął jeszcze kilka ciosów pięściami w parterze po czym sędzia był zmuszony do przerwania pojedynku.
18 maja 2013 roku zmierzył się w swojej rodzinnej Brazylii z byłym mistrzem Strikeforce Lukiem Rockholdem, który tak jak Bisping padł ofiarą efektownego skończenia ze strony Belforta - nokautując obrotowym kopnięciem w głowę i serią ciosów na już półprzytomnym rywalu. 23 maja 2015 (UFC 187) otrzymał drugą szansę zdobycia mistrzowskiego pasa wagi średniej, mierząc się z obrońcą tytułu Chrisem Weidmanem. Belfort nie sprostał Amerykaninowi i uległ mu przez TKO w 1. rundzie. 7 listopada tego samego roku znokautował wysokim kopnięciem Dana Hendersona w ich trzecim pojedynku.
W maju 2025 ogłoszono, że 26 czerwca w T-Mobile Arena podczas 13. edycji UFC International Fight Week Belfort zostanie wprowadzony do galerii sław UFC Hall of Fame.

## Osiągnięcia

### Mieszane sztuki walki
- 1997: UFC 12 – 1. miejsce w turnieju wagi ciężkiej (+91 kg)
- 2004: mistrz UFC w wadze półciężkiej
- 2007-2008: mistrz Cage Rage w wadze półciężkiej

### Submission fighting
- 2001: Mistrzostwa Świata ADCC w submission fightingu - 3. miejsce w kat. absolutnej